# 1939 v hudbě
Tento článek obsahuje události související s hudbou, které proběhly v roce 1939.

## Události
- založena skupina The Blind Boys of Alabama
- Snooky Young se stal členem skupiny Jimmie Lunceforda
- Shelly Manne zahájil hudební kariéru
- Russell Jacquet začal hrát s Floydem Rayem
- založeno vydavatelství Blue Note Records

## Narození
- 3. leden – Gene Summers, písničkář[1]
- 9. leden – Jimmy Boyd, zpěvák a herec[2]
- 10. leden – Scott McKenzie, zpěvák
- 12. leden – William Lee Golden (The Oakridge Boys)[3]
- 19. leden – Phil Everly (The Everly Brothers)
- 21. leden – Wolfman Jack, DJ
- 11. únor – Gerry Goffin, písničkář
- 12. únor – Ray Manzarek, klávesista skupiny The Doors
- 28. únor – Tommy Tune, zpěvák, herec a tanečník
- 1. březen – Warren Davis (The Monotones)
- 8. březen – Robert Tear, tenor
- 13. březen – Neil Sedaka, klavírista
- 1. duben – Rudolph Isley (The Isley Brothers)
- 2. duben – Marvin Gaye, zpěvák († 1. dubna 1984)
- 5. duben – Ronnie White (The Miracles)
- 16. duben – Dusty Springfield, zpěvačka († 1999)
- 18. duben – Glen Hardin (The Crickets)
- 20. duben – Johnny Tillotson, písničkář
- 21. duben
  - Ernie Maresca, písničkář
  - John McCabe, klavírista a skladatel
- 23. duben – Wizz Jones, kytarista a zpěvák
- 1. květen – Judy Collins, zpěvačka
- 7. květen – Jimmy Ruffin, zpěvák
- 9. květen – Nokie Edwards (The Ventures)
- 19. květen
  - Nancy Kwan, zpěvačka, herečka a tanečnice
  - Sonny Fortune, jazzový hudebník
  - John Sheahan (The Dubliners)
- 23. květen – Michel Colombier, skladatel († 2004)
- 6. červen
  - Gary U.S. Bonds, písničkář
  - Louis Andriessen, skladatel
- 9. červen – Ileana Cotrubaş, sopranistka
- 16. červen – Billy „Crash“ Craddock, country zpěvák
- 30. červen – Tony Hatch, skladatel a klavírista
- 1. červenec – Delaney Bramlett (Delaney & Bonnie)
- 3. červenec – Brigitte Fassbaender, operní pěvkyně
- 14. červenec – Vince Taylor, rock and rollový zpěvák († 1991)
- 14. červenec - Karel Gott, český zpěvák a herec, držitel 42 zlatých slavíků
- 18. červenec
  - Dion DiMucci, písničkář
  - Brian Auger, Trinity
- 4. srpen – Frankie Ford, zpěvák
- 17. srpen
  - Luther Allison, bluesový kytarista († 1997)
  - Ed Sanders, zpěvák a básník (The Fugs)
- 18. srpen – Johnny Preston, zpěvák
- 19. srpen – Ginger Baker, bubeník († 2019)
- 24. srpen – Ernie Wright (Little Anthony & the Imperials)
- 25. srpen – Robert Jager, skladatel
- 28. srpen – Robert Aitken, skladatel
- 30. srpen – John Peel, DJ († 2004)
- 31. srpen
  - Jerry Allison (The Crickets)
  - Cleveland Eaton, americký jazzový hudebník
- 6. září – David Allan Coe, americký hudebník
- 8. září – Guitar Shorty, americký bluesový kytarista
- 13. září – Gene Page, producent, aranžér a dirigent
- 17. září – Shelby Flint, americký zpěvák
- 18. září – Frankie Avalon, zpěvák a herec
- 23. září – Roy Buchanan, kytarista († 1988)
- 28. září – Elbridge Bryant (The Temptations)
- 30. září – Len Cariou, kanadský zpěvák a herec
- 18. říjen – Paddy Reilly, folkový hudebník
- 30. říjen – Grace Slick, zpěvačka Jefferson Airplane
- 31. říjen – Gordon Bok, písničkář
- 12. listopad – Ruby Nash Curtis (Ruby & the Romantics)
- 18. listopad – Tom Johnson, skladatel
- 19. listopad – Pete Moore (The Miracles)
- 26. listopad – Tina Turner, zpěvačka
- 28. listopad – Gary Troxel (The Fleetwoods)
- 1. prosinec – Dianne Lennon, americká zpěvačka (The Lennon Sisters)
- 4. prosinec – Freddy Cannon, americký hudebník
- 8. prosinec – James Galway, flétnista
- 13. prosinec – Eric Flynn, britský zpěvák a herec († 2002)
- 15. prosinec – Cindy Birdsong (The Supremes)
- 16. prosinec – Barney McKenna (The Dubliners)
- 30. prosinec – Felix Pappalardi, baskytarista a producent (Mountain)

## Úmrtí
- 12. leden – Hariclea Darclée, operní pěvkyně (* 10. června 1860)
- 9. únor – Herschel Evans, americký saxofonista (* 9. března 1909)
- 11. únor – Franz Schmidt, rakouský klavírista, violoncellista a skladatel (* 22. prosince 1874)
- 17. únor – Willy Hess, německý houslista (* 14. července 1859)
- 20. květen – Alexandra Čvanová, operní pěvkyně (* 25. dubna 1897)
- 4. červen – Tommy Ladnier, jazzový trumpetista (* 28. května 1900)
- 16. červen – Chick Webb, jazzový bubeník (* 10. února 1905)
- 3. srpen – August Enna, dánský skladatel (* 13. května 1859)
- 19. srpen – Achille Fortier, kanadský skladatel a pedagog (* 23. října 1864)
- 25. srpen – Geneviève Vix, operní pěvkyně (* 21. srpna 1888)
- 9. říjen – Evelyn Parnell, operní pěvkyně (* 21. srpna 1888)
- 14. říjen – Polaire, zpěvačka a herečka (* 14. května 1874)
- 16. říjen – Ludolf Nielsen, dánský klavírista, houslista, dirigent a skladatel (* 29. ledna 1876)
- 19. říjen – Marie Renard, operní pěvkyně (* 8. ledna 1864)
- 27. říjen – Nelly Bromley, zpěvačka a herečka (* 1850)
- 29. říjen – Giulio Crimi, italský operní pěvec (* 10. května 1885)
- 3. listopad (nebo 4. listopad) – Charles Tournemire, francouzský skladatel a varhaník (* 22. ledna 1870)
- 9. listopad – Charles Goulding, operní pěvec (* asi 1887)
- 6. prosinec – Charles Dalmorès, francouzský operní pěvec (* 1. ledna 1871)
- 8. prosinec – Ernest Schelling, americký klavírista, skladatel a dirigent (* 26. července 1876)
- 18. prosinec
  - Jeanne Granier, francouzská operní pěvkyně (* 31. března 1852)
  - Grikor Suni, arménský skladatel (* 10. září 1876)
- 22. prosinec – Ma Rainey, americká zpěvačka (* 26. dubna 1886)
- Neznámé datum
  - Francisco de Paula Aguirre, venezuelský skladatel (* 20. října 1875)
  - José Perches Enríquez, mexický skladatel (* 1883)[4]
  - Lena Wilson, americká zpěvačka (* 1898)[5]